# فنیل‌بورونیک اسید
فنیل‌بورونیک اسید (به انگلیسی: Phenylboronic acid) با فرمول شیمیایی C۶H۷BO۲ یک ترکیب شیمیایی با شناسه پاب‌کم ۶۶۸۲۷ است. که جرم مولی آن ۱۲۱٫۹۳ g/mol می‌باشد. شکل ظاهری این ترکیب، پودر سفید است.